# 에버모어 (밴드)
에버모어(Evermore)는 뉴질랜드의 세 명의 형제로 구성된 밴드이다. 이름은 존(Jon), 피터(Peter), 댄(Dann) 형제이다.
밴드명은 영국의 록 밴드인 레드 제플린의 노래 "The Battle of Evermore(1999)"에서 따온 것이라고 한다.